# Helene Pessl
Helene Pessl (geb. 1882 in Wien; gest. 1954 in St. Gilgen) war eine Wiener Schönheitsspezialistin, deren Name in der Zwischenkriegszeit zum Synonym für moderne Kosmetik wurde. Sie betrieb in den 1920er–30er Jahren einen Frisiersalon, ein Kosmetikstudio und eine Kosmetikschule in Wien und erzeugte und vertrieb kosmetische Artikel.

## Leben und Schaffen
Helene Herz wurde 1882 als Tochter des jüdischen Kaffeehausbesitzers Ignaz Isak Herz und dessen Frau Charlotte in Wien geboren. Sie heiratete den renommierten Wiener Friseur Sigmund Pessl, der einen Salon auf der Kärntner Straße und mehrere Filialen im In- und Ausland betrieb. Aus der Ehe gingen zwei Töchter, Gabriela (Yella, geb. 1906) und Margarete (Margit), hervor. Nach der Scheidung 1925 übernahm Helene Pessl den familiengeführten Schönheitspflege- und Damenfrisiersalon im Wiener Dianabad wie auch die Pesslsche Parfümeriefabrik in der Josefstadt. Ab 1927 führte sie eine Beziehung mit dem Oboisten und Präsidenten der Wiener Philharmoniker Alexander Wunderer.

### Karriere im Wien der Zwischenkriegszeit
In den 1920er Jahren veränderte sich der Zugang zu Schönheits- und Körperbildern. Die Korsetts kamen aus der Mode und sich zu schminken galt nicht mehr als unanständig. Die Berufssparte der Angestellten, die in Büros arbeiteten und auf ihr Aussehen zu achten hatten, wurde größer und die Kosmetika aufgrund der Massenproduktion günstiger. Helene Pessls Kosmetikdienstleistungen und Produkte richteten sich somit neben wohlhabenden Damen, darunter Adlige wie die ehemalige Kaiserin Zita von Österreich, Giovanna von Savoyen und Elena von Montenegro, auch an arbeitende Frauen. Während der Weltwirtschaftskrise bot sie kostenlose Kurse für Arbeitslose an, mit dem Ziel, dass sich dadurch deren optisches Erscheinungsbild und somit auch deren Chance auf eine Stelle verbesserte.
Auf einem Plakat aus dem Jahr 1928 wird mit „Pessln ist himmlisch“ für Helene Pessls Schönheitsklinik geworben, was auf geschickte Selbstvermarktung wie auch auf einen hohen Bekanntheitsgrad hinweist. Susanne Breuss schreibt, dass Pessls Name „rasch zu den prominentesten im damals auch in Wien boomenden Schönheits- und Kosmetikgewerbe“ zählte und sie „eine der medial präsentesten Figuren dieser Branche“ war. Dass Pessl 1933 ihr neues Behandlungsstudio von dem Architekten Walter Sobotka gestalten ließ, deutet auf ihren Erfolg und Wohlstand hin.
Neben ihrer unternehmerischen Tätigkeit war Helene Pessl auch publizistisch und als Ausbildnerin aktiv. In ihren Publikationen schrieb sie über moderne Kosmetik und beriet angehende Kosmetikerinnen. Für diese wie auch für ihre Kundinnen gab sie in den 1930er Jahren auch eine eigene Zeitschrift heraus. In ihrer Kosmetikschule vermittelte sie ihr Wissen und ihre Methoden an angehende Kosmetikerinnen (u. a. die später sehr erfolgreiche Naturkosmetikunternehmerin Elisabeth Sigmund) und trug damit wesentlich zur „Herausbildung und Professionalisierung eines neuen weiblichen Berufsfeldes“ bei. Nach den Weltkriegen nahm die Erwerbsarbeit von Frauen zu. Da die Nachfrage nach Kosmetikinstituten stieg und das Handwerk der Kosmetikerin relativ schnell erlernt werden konnte, handelte es sich um einen zukunftsträchtigen Frauenberuf. Pessl legte großen Wert auf eine moderne Ausbildung, die sich auf wissenschaftliche Grundlagen und die Vermittlung medizinischer, physikalischer, chemischer und technischer Kenntnisse stützte.

### Arisierung, Flucht und Rückkehr
Der Friseur Robert Maurer beantragte am 4. Mai 1938 im Zuge der Arisierung bei der Landesleitung der NSDAP die Übernahme des jüdischen Salons und der Schönheitspflegeschule von Helene Pessl. Er argumentierte, dass er als Nazi, während die Partei verboten war, eine ökonomische Benachteiligung erfahren hatte und forderte Pessls Unternehmen als Entschädigung. Nachdem ihm diese gewährt wurde, behielt Maurer den Markennamen „Helene Pessl“ ob seiner Bekanntheit zunächst bei. Erst 1941 musste er aufgrund eines Verbots „entjudet“ werden. Die Produkte liefen fortan als „Wiener Edelkosmetik“ unter dem Namen „Paraderma“. Pessls Logo – ein P in einem Dreieck – konnte somit beibehalten werden.
Sie konnte 1938 nach New York City fliehen, wo ihre Tochter Yella (verh. Sobotka), die als Cembalistin, Pianistin und Organistin Karriere gemacht hatte, schon seit 1931 lebte. Helene Pessls Ankunft und Wiederaufnahme der Arbeit wurden in der deutsch-jüdischen Exilzeitung Aufbau feierlich angekündigt, indem sie als „ungekrönte Königin der Wiener Schönheitspflege […], deren Beliebtheit mit der von Frau Sacher wetteiferte“ beschrieben wurde. Pessl konnte sich in den Vereinigten Staaten mit einer Kinderkosmetikmarke etablieren, kehrte aber 1953 nach Österreich zurück, um ihren Partner, den erkrankten Alexander Wunderer, zu pflegen. Sie verstarb 1954 und liegt gemeinsam mit Wunderer auf dem Friedhof St. Gilgen begraben.

## Publikationen

### Bücher
- Der Bubikopf und seine Pflege. Die 60 allerschönsten [Bubiköpfe]. Ullstein, Berlin 1926.
- Die Schönheitspflege auf wissenschaftlicher Grundlage. Verlag Robert Klett & Co, Berlin 1929.
- Moderne Kosmetologie. Deutscher Verlag für Jugend und Volk, Wien/Leipzig 1935.

### Zeitschriften
- So wirst Du schön, Ratgeber für Schönheits-Körperkultur, um 1929/30
- Was gibt es Neues in der Kosmetik? Monatliche Fachberichte der Kosmetik-Schule Helene Pessl, 1930er